# Denis Pușilin
Denis Vladimirovici Pușilin (în rusă Дени́с Влади́мирович Пуши́лин, în ucraineană Денис Володимирович Пушилін; n. 9 mai 1981, Makiivka, RSS Ucraineană, URSS) este un lider separatist din estul Ucrainei, care îndeplinește funcția de șef de stat al Republicii Populare Donețk.

## Biografie
De profesie economist, Pușilin a fost implicat într-o schemă Ponzi înainte de a se implica în politică.
Activitatea politică și-a început-o în 2013 când a candidat fără succes la alegerile parlamentare din 2012. Programul acestuia era în opoziție cu președintele de atunci al Ucrainei, Viktor Ianukovici.
În aprilie 2014 a devenit un aliat al lui Pavel Gubarev, implicându-se activ în mișcarea separatistă din Donbass și devenind membru al Partidului "Republica Donețk". În luna mai a aceluiași an a ajuns președinte al Consiliului Popular al Republicii Donețk, iar din 2018 este liderul Republicii Populare Donețk. Acesta nu vede un viitor pentru RP Donețk ca stat independent, ci ca parte a Federației Ruse (pe care o consideră Noul imperiu rus). Pe 6 decembrie 2022 s-a înscris în partidul Rusia Unită (cel condus de Vladimir Putin).
Pușilin a jucat un rol important în invazia rusească a Ucrainei, mobilizând trupele pentru a lupta împotriva celei din urmă. În ciuda faptului că acesta cataloghează Ucraina drept "stat neonazist", în aprilie 2022 Pușilin l-a decorat pe colonelul separatist Roman Vorobîov, care purta însemne neonaziste (totenkopf, valknut, geacă de la firma R3ICH, care produce haine și pentru Batalionul Azov).
Potrivit fostului ministru al apărării al RP Donețk, Igor Ghirkin, Pușilin este o marionetă a Rusiei.